# Saison 2 des Tudors
Chronologie
Saison 1 des Tudors Saison 3 des Tudors
Cet article présente le guide des épisodes de la deuxième saison du feuilleton télévisé Les Tudors, se déroulant de 1530 à 1536.

## Distribution

### Acteurs principaux
- Jonathan Rhys Meyers : Roi Henri VIII
- Henry Cavill : Charles Brandon
- Natalie Dormer : Anne Boleyn
- Maria Doyle Kennedy : Catherine d'Aragon
- Nick Dunning : Thomas Boleyn
- James Frain : Thomas Cromwell
- Jamie Thomas King : Thomas Wyatt
- Hans Matheson : Archevêque Thomas Cranmer
- Peter O'Toole : Pape Paul III
- Jeremy Northam : Sir Thomas More

### Acteurs récurrents
- David Alpay : Mark Smeaton
- Stephen Hogan : Sir Henry Norris
- Jane Brennan : Lady Margaret Bryan
- Sarah Bolger : Marie Tudor
- Anita Briem : Jeanne Seymour
- Max Brown : Edward Seymour
- Anthony Brophy : Ambassadeur Eustache Chapuys
- Pádraic Delaney : George Boleyn
- Kate Duggan : Princesse Élisabeth Tudor
- James Gilbert : Sir William Brereton
- Bosco Hogan : Cardinal John Fisher
- Joanne King : Jane Boleyn, Lady Rochford
- Emmanuel Leconte : Roi François Ier
- Rebekah Wainwright : Catherine Willoughby
- Perdita Weeks : Mary Boleyn
- Laura Jane Laughlin : Margaret "Madge" Sheldon

## Liste des épisodes

### Épisode 1:Suprématie royale
- États-Unis : 30 mars 2008 sur Showtime
- France : 3 février 2009 sur Canal+
- Canada : 7 février 2009 sur Radio-Canada

Peter O'Toole
Thomas More avoue au roi qu'il ne peut accepter l'idée d'une nouvelle Église.
Le roi Henry VIII réussit à s'établir chef suprême de l'Église et du clergé d'Angleterre.
Le nouveau pape, Paul III, reçoit deux lettres, une d'Henry VIII, pour obtenir son divorce d'avec la reine Catherine, et l'autre de l'Empereur, en faveur de sa tante, Catherine.
Anne Boleyn exige qu'Henry et Catherine coupent tout contact. 

### Épisode 2:Marquise de Pembroke
- États-Unis : 6 avril 2008 sur Showtime
- France : 3 février 2009 sur Canal+
- Canada : 14 février 2009 sur Radio-Canada

C'est Noël à la cour, et c'est désormais Anne, la maîtresse du roi qui y siège.
Thomas Cranmer est en visite en Allemagne sous l'ordre d'Henry VIII.
Charles Brandon n'a pas confiance en Anne.
- Dans le jardin d'Henri VIII se trouve la Vénus de Milo découverte en 1820.

### Épisode 3:Un nouvel archevêque
- États-Unis : 13 avril 2008 sur Showtime
- France : 10 février 2009 sur Canal+
- Canada : 21 février 2009 sur Radio-Canada

Henry épouse Anne en secret, alors que son divorce d'avec Catherine n'a pas été prononcé par l'Église catholique.
Thomas Cranmer est nommé à la tête de l'Église d'Angleterre, et la reine Catherine est dépouillée de son titre et de son statut. Sa fille Mary n'est plus autorisée à porter le titre de princesse et sera désormais Lady Mary et ne peut plus communiquer avec sa mère puisqu'elle ne reconnait pas la nouvelle reine Anne.
Anne est faite reine d'Angleterre.

### Épisode 4:Acte de succession
- États-Unis : 20 avril 2008 sur Showtime
- France : 10 février 2009 sur Canal+
- Canada : 28 février 2009 sur Radio-Canada

Élisabeth est baptisée.
Henry décide que chaque sujet de son royaume doit prêter serment pour reconnaître son mariage avec la reine Anne et leurs enfants, sous peine de mort. La primauté de son pouvoir sur celui du pape fait également partie de ce projet.

### Épisode 5:Martyrs
- États-Unis : 27 avril 2008 sur Showtime
- France : 17 février 2009 sur Canal+

- Canada : 7 mars 2009 sur Radio-
Canada

Katie McGrath
Cromwell tente de faire pression sur Thomas More, la reine déchue 
(Catherine d'Aragon) et le cardinal Fisher pour les contraindre à reconnaitre le roi en tant qu'autorité suprême de l’Église anglicane.
- Dernière apparition de Jeremy Northam

### Épisode 6:Regrets amers
- États-Unis : 4 mai 2008 sur Showtime
- France : 17 février 2009 sur Canal+
- Canada : 14 mars 2009 sur Radio-Canada

### Épisode 7:Reine légitime
- États-Unis : 11 mai 2008 sur Showtime
- France : 24 février 2009 sur Canal+
- Canada : 21 mars 2009 sur Radio-Canada

- Dernière apparition de Maria Doyle Kennedy

### Épisode 8:Amour courtois
- États-Unis : 18 mai 2008 sur Showtime
- France : 24 février 2009 sur Canal+
- Canada : 28 mars 2009 sur Radio-Canada

- Dernière apparition de Peter O'Toole.

### Épisode 9:Ambitions contrariées
- États-Unis : 25 mai 2008 sur Showtime
- France : 3 mars 2009 sur Canal+
- Canada : 4 avril 2009 sur Radio-Canada

### Épisode 10:Un mariage consumé
- États-Unis : 1er juin 2008 sur Showtime
- France : 3 mars 2009 sur Canal+
- Canada : 11 avril 2009 sur Radio-Canada

- Dernière apparition de Natalie Dormer, Hans Matheson, Jamie Thomas King et de Nick Dunning.